# 域安·布斯達
域安·布斯達（英語：Rhian Joel Brewster，2000年4月1日—）是一名英格蘭足球运动员，司职前锋，現效力於英冠球會錫菲聯。

## 球會

### 利物浦
2017年，他隨利物浦奪得2017年國際足協U-17世界盃的冠軍，並成為該賽事的神射手。他隨隊參與利物浦以2-0擊敗托特纳姆热刺的欧冠决赛，雖然沒有上陣，但也獲得歐洲冠軍聯賽冠軍錦標。2019年的季前賽，他上陣7場射入4球，克洛普認為他「擁有成為一流前鋒的質素」。
2019年9月25日，他在聯賽盃對米爾頓凱恩斯的比賽中首次為利物浦正式比賽上陣。
2020年，因為出賽時間不多，利物浦將布斯達租借至英冠斯旺西。布斯達為斯旺西出賽20場英冠比賽，攻入10球，協助球隊以第6名之姿晉級升超附加賽；面對布倫特福德打入1球，不過球隊最終以2-3落敗，無緣更上一層樓。

### 錫菲聯
2020年10月2日，錫菲聯以2,350萬英鎊從利物浦簽下布斯達，雙方簽約五年。

## 職業生涯榮譽
利物浦
- 歐洲冠軍聯賽冠軍：2018–2019[5]
- 歐洲超級盃冠军：2019[6]
- 国际足联俱乐部世界杯冠军：2019[7]

英格蘭U17
- 歐洲U-17足球錦標賽亞軍：2017[8]
- 國際足協U-17世界盃：2017[9]

個人
- 國際足協U-17世界盃金靴獎：2017[10]
- 國際足協U-17世界盃銅球獎：2017[10]

## 外部連結
- Soccerway資料庫：域安·布斯達